# Zelandotipula parviceps
Zelandotipula parviceps är en tvåvingeart som först beskrevs av Paul Gustav Eduard Speiser 1909.
Zelandotipula parviceps ingår i släktet Zelandotipula och familjen storharkrankar. Artens utbredningsområde är Guadeloupe. Inga underarter finns listade i Catalogue of Life.